# مارکینیو
مارکینیو (زادهٔ ۳ ژوئیهٔ ۱۹۸۶) بازیکن فوتبال اهل برزیل است.
وی برای تیم آ اس رم تا پایان فصل ۲۰۱۲–۲۰۱۳ ۴۰ بازی رسمی انجام داده و ۶ گل به ثمر رسانده است. او چپ پا است و توانایی بازی به عنوان هافبک میانی و هافبک چپ را دارد.